# Lissonotus ephippiatus
Lissonotus ephippiatus är en skalbaggsart som beskrevs av Bates 1870. Lissonotus ephippiatus ingår i släktet Lissonotus och familjen långhorningar. Inga underarter finns listade i Catalogue of Life.